# Gouvernement Elías Calles
Cet article présente la composition du gouvernement mexicain sous le président Plutarco Elías Calles, il est l'ensemble des secrétaires du gouvernement républicain du Mexique. Il est ici présenté dans l'ordre protocolaire. Actuellement les membres du gouvernement exécutif du Mexique ne prennent pas le titre de ministre mais celui de secrétaire.

## Liste des secrétaires
- Secrétaire du Gouvernement du Mexique
  - (1924 - 1925) : Romeo Ortega
  - (1925 - 1925) : Gilberto Valenzuela
  - (1925 - 1928) : Adalberto Tejeda
  - (1928 - 1928) : Gonzalo Vázquez Vela
  - (1928 - 1928) : Emilio Portes Gil
- Secrétaire des Relations Extérieures du Mexique
  - (1924 - 1927) : Aarón Sáenz Garza
  - (1927 - 1928) : Genaro Estrada Félix
- Secrétaire de la Guerre et de la Marine du Mexique
  - (1924 - 1928) : Joaquín Amaro
- Secrétaire des Finances et du Crédit Public du Mexique
  - (1924 - 1927) : Alberto J. Pani
  - (1927 - 1928) : Luis Montes de Oca
- Secrétaire de l'Éducation Publique du Mexique
  - (1924 - 1928) : José Manuel Puig Casauranc
  - (1928 - 1928) : Moisés Sáenz
- Secrétaire de l'Agriculture et de la Promotion du Mexique
  - (1924 - 1928) : Luis L. León
- Secrétaire des Communications et des Œuvres Publiques du Mexique
  - (1924 - 1925) : Adalberto Tejeda
  - (1925 - 1926) : Eduardo Ortiz
  - (1926 - 1928) : Ramón Ross
- Secrétaire de l'Industrie, du Commerce et du Travail du Mexique
  - (1924 - 1928) : Luis N. Morones
  - (1928 - 1928) : Eduardo Buitrón
  - (1928 - 1928) : José M. Puig Casauranc
- Procureur général de la République du Mexique
  - (1924 - 1928) : Romeo Ortega y Castillo de Levín
  - (1928 - 1928) : Ezequiel Padilla Peñaloza